# Engenho da Rainha
Engenho da Rainha és un barri de la Zona Nord del municipi de Rio de Janeiro.
El seu IDH, l'any 2000, era de 0,835, el 62è millor del municipi, entre 126 barris avaluats, sent considerat regular.

## Història

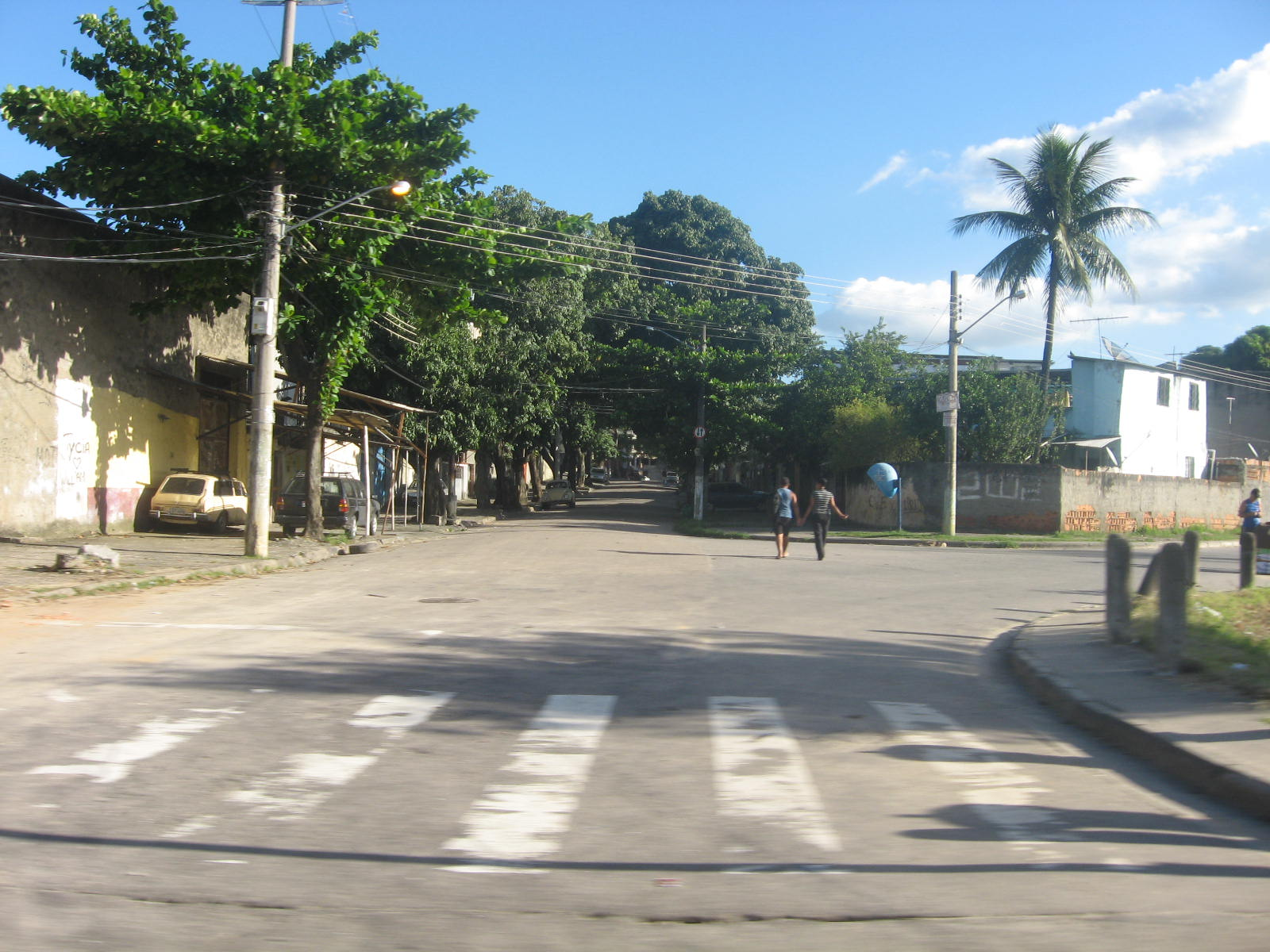
Vista del Engenho da Rainha.

La regió pròxima a la hisenda era habitada pels indis tamoios. Com a herència, hi ha molts carrers amb noms relacionats amb aquest fet: Apinajé, Bororó, Cherente, Canitar, Flexal, entre d'altres. La Hisenda de la Rainha Carlota Joaquina, a més de l'ingeni sucrer, tenia també plantacions de cafè i la mà d'obra esclava era la que feia funcionar l'economia rural. El riu Timbó, avui bastant degradat, banya el barri. La Serra da Misericórdia, situada en la Freguesia de Inhaúma, era el lloc on els negres esclaus s'amagaven quan fugien de la Hisenda.
En els seus orígens, la regió avui denominada Engenho da Rainha (Carlota Joaquina) formava part de la Freguesia de Inhaúma, creada el 1743, i va agafar aquest nom quan aquesta freguesia va ser desmembrada, resultant els actuals barris de Pilares, Tomás Coelho i part d'Inhaúma. L'actual barri de l'Engenho da Rainha quedava tallat per dues importants carreteres que es connectaven a l'altura de Tomás Coelho. Aquest camí connectava amb Mines Gerais. Avui són l'Avinguda Pastor Martin Luther King i l'Avinguda Ademar Bebiano (antiga Carretera Velha da Pavuna). El barri va quedar tallat per la línia fèrria Rio d'Ouro i tenia una estació de tren, on avui hi ha l'estació de metro Engenho da Rainha. La regió acollia una residència adquirida per la Reina Carlota Joaquina, esposa de João VI, al voltant de 1810 amb l'objectiu de descansar-hi. La seva delimitació actual va ser establerta pel Decret n.º 3158 de 23 de juliol de 1981, quan era el Dr. Marco Tamoyo l'alcalde de Rio. La importància del barri en termes culturals encara no va ser reconeguda. En cap barri del Rio es van reunir tants artistes famosos com aquí. A finals dels anys 60, quan va ser inaugurat el Conjunto dos Músicos, el barri que ja tenia alguns artistes, va promocionar-se encara més culturalment. La sexagenària escola de samba Acadêmicos do Engenho da Rainha, a més de l'Escola de Samba Bohemios de Inhaúma, que malgrat el nom, va passar a ser de la jurisdicció del barri d'Engenho da Rainha. Són importants gremis carnavalescos del municipi de Rio. Les seves sambas-enredo han guanyat diversos Estendards d'Or.
Limita amb els barris de Pilares, Inhaúma, Tomás Coelho i Complexo do Alemão, a més de la Serra da Misericórdia, separant-la de la tradicional Zona de la Leopoldina sense accés directe amb els barris de Penha, Olaria i Ramos.

## Dades
El barri Engenho da Rainha forma part de la regió administrativa d'Inhaúma. Els barris integrants de la regió administrativa són: Engenho da Rainha, Del Castilho, Higienópolis, Inhaúma, Maria da Graça i Tomás Coelho.